# Любинецкий (лунный кратер)
Кратер Любинецкий (лат. Lubiniezky) — крупный древний ударный кратер на северо-западной окраине Моря Облаков на видимой стороне Луны. Название присвоено в честь польского астронома, историка, писателя Станислава Любинецкого (1623—1675) и утверждено Международным астрономическим союзом в 1935 г. Образование кратера относится к нектарскому периоду.

## Описание кратера
Ближайшими соседями кратера являются кратер Агатархид на западе-юго-западе; кратер Дарне на севере; кратеры Опельт и Гулд на востоке и кратер Буллиальд на юге-юго-востоке. На юго-западе от кратера находится борозда Агатархида и далее Море Влажности; на севере Море Познанное. Селенографические координаты центра кратера 17°53′ ю. ш. 23°53′ з. д. / 17,88° ю. ш. 23,89° з. д., диаметр 43,0 км, глубина 780 м.
Кратер Любинецкий затоплен базальтовой лавой над поверхностью которой возвышается лишь узкая вершина его вала имеющая широкий разрыв в юго-восточной части. К северной и западной части вала примыкают массивные хребты. Дно чаши плоское, отмечено множеством мелких кратеров.

## Сателлитные кратеры

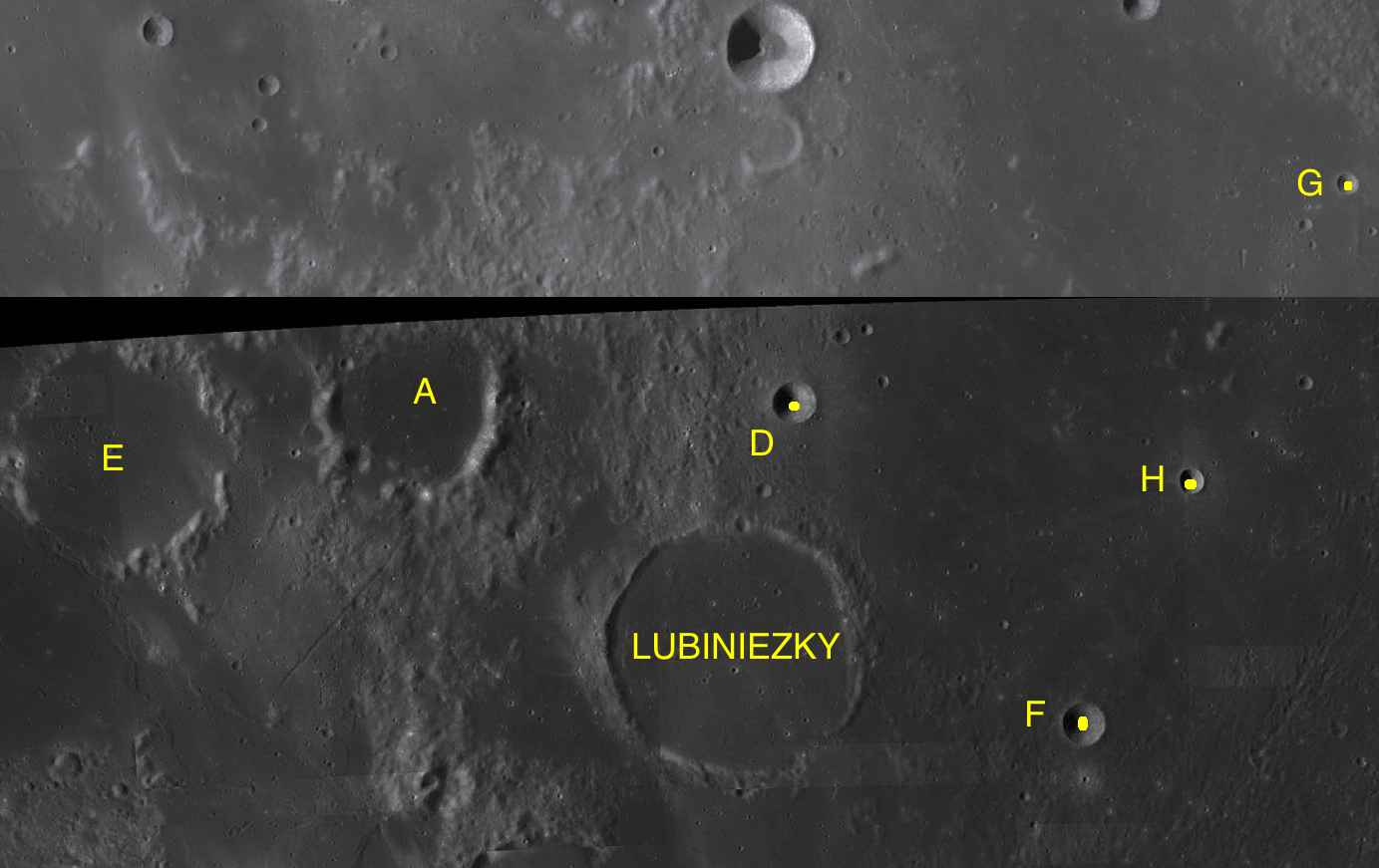
Фрагменты карт LAC-76, LAC-94.

| Любинецкий | Координаты                                            | Диаметр, км |
| ---------- | ----------------------------------------------------- | ----------- |
| A          | 16°31′ ю. ш. 25°41′ з. д. / 16,51° ю. ш. 25,68° з. д. | 28,2        |
| D          | 16°31′ ю. ш. 23°29′ з. д. / 16,52° ю. ш. 23,49° з. д. | 7,1         |
| E          | 16°37′ ю. ш. 27°23′ з. д. / 16,61° ю. ш. 27,38° з. д. | 37,2        |
| F          | 18°20′ ю. ш. 21°52′ з. д. / 18,34° ю. ш. 21,86° з. д. | 7,0         |
| G          | 15°22′ ю. ш. 20°17′ з. д. / 15,36° ю. ш. 20,28° з. д. | 3,7         |
| H          | 17°01′ ю. ш. 21°13′ з. д. / 17,01° ю. ш. 21,21° з. д. | 4,3         |

## См.также
- Список кратеров на Луне
- Лунный кратер
- Морфологический каталог кратеров Луны
- Планетная номенклатура
- Селенография
- Минералогия Луны
- Геология Луны
- Поздняя тяжёлая бомбардировка